# Titularbistum Eutyme
Eutyme (ital.: Eutime) ist ein Titularbistum der römisch-katholischen Kirche.
Es geht zurück auf ein ehemaliges Bistum in der antiken Stadt gleichen Namens in der römischen Provinz Arabia Petraea im heutigen Jordanien. Es gehörte der Kirchenprovinz Bostra an.
| Titularbischöfe von Eutyme |                                   |                                     |                  |                 |
| Nr.                        | Name                              | Amt                                 | von              | bis             |
| 1                          | Guglielmo Motolese                | Weihbischof in Tarent (Italien)     | 21. Juni 1952    | 16. Januar 1962 |
| 2                          | Jean-Barthélemy-Marie de Cambourg | Weihbischof in Bourges (Frankreich) | 24. Februar 1962 | 6. März 1966    |